# John Byrne (artista escocês)
John Patrick Byrne (Paisley, 6 de janeiro de 1940 – 30 de novembro de 2023) foi um artista e dramaturgo escocês.

## Morte
Byrne morreu no dia 30 de novembro de 2023 aos 83 anos.